# Штрафні військові підрозділи
Штрафні військові підрозділи —  військові підрозділи, в які у воєнний час як покарання направлялися  військовослужбовці, які вчинили злочини (крім тяжких злочинів, за які передбачалася смертна кара).
Під час Другої світової війни штрафні військові підрозділи існували у вигляді штрафних батальйонів і штрафних рот. В авіаційних з'єднаннях нетривалий час існували штрафні  ескадрильї.
Крім Червоної армії, штрафні підрозділи були в  збройних силах інших держав.
Штрафник — розмовна назва бійця штрафного військового підрозділу.

## Штрафні військові підрозділи в СРСР
У штурмі Кронштадта, під час придушення  Кронштадтського повстання 1921 року, взяли участь два полки штрафників. Вогнем повстанців вони були майже повністю знищені.
Під час Другої світової війни штрафні підрозділи в Червоній армії існували з 25 липня 1942 р. по 6 червня 1945 року. Вони спрямовувалися на найважчі ділянки фронтів, щоби дати можливість штрафникам «кров'ю спокутувати свою провину перед Батьківщиною»; натомість були неминучі великі втрати в особовому складі.
Найпершою штрафною ротою під час Німецько-радянської війни була сформована Армійська окрема штрафна рота 42-ї армії Ленінградського фронту — 25 липня 1942 р., за 3 дні до знаменитого Наказу № 227. У складі 42-ї армії вона воювала до 10 жовтня 1942 р. і була розформована. Останньою штрафною ротою була 32-га армійська окрема штрафна рота 1-ї ударної армії, яку розформували 6 червня 1945 р.
За всі роки німецько-радянської війни через штрафні підрозділи пройшло, за деякими даними, 427 910 осіб. Якщо врахувати, що за всю війну через армію пройшло 34 476 700 осіб, то частка бійців і офіцерів РСЧА, що пройшли через штрафні підрозділи за весь період німецько-радянської війни, становить приблизно 1,24 %.
Наприклад, станом на 1944 р. загальні втрати Червоної Армії (убиті, поранені, полонені, хворі) — 6 503 204 особи, з них штрафників — 170 298. Усього 1944 року, в Червоній Армії було 11 штрафних батальйонів по 226 бійців у кожному і 243 штрафні роти по 102 особи в кожній. Середньомісячна чисельність армійських окремих штрафних рот 1944 року на всіх фронтах коливалася від 204 до 295. Найвища точка щоденної чисельності армійських окремих штрафних рот (335 рот) була досягнута 20 липня 1943 року.

### Штрафний батальйон
Штрафний батальйон (штрафбат) — штрафний підрозділ у ранзі батальйону.
У Червоній Армії туди спрямовували військовослужбовців офіцерського складу всіх родів військ, засуджені за військові або загальнокримінальні злочини. Дані підрозділи формувалися за наказом народного комісара оборони СРСР № 227 від 28 липня 1942 року. Положення про штрафні батальйони дієвої армії затверджено Наказом наркома оборони СРСР № 298 28 вересня 1942. У межах фронтів штрафбати створювалися в кількості від 1 до 3 (залежно від обставин). У них налічувалося по 800 бійців. Командували штрафбатами кадрові офіцери.

### Штрафна рота
Штрафна рота (штрафроти) — штрафний підрозділ у ранзі роти.
У Червоній Армії туди спрямовували  військовослужбовців рядового і сержантського складу всіх родів військ, засуджені за військові або загальнокримінальної злочину. Дані підрозділи формувалися за наказом народного комісара оборони СРСР № 227 від 28 липня 1942 року в межах армій в кількості від 5 до 10 (залежно від обставин). У них налічувалося по 150—200 чоловік. Командували штрафними ротами кадрові офіцери.

### Штрафна авіаескадрилья
Штрафні авіаескадрильї були створені на кожному фронті (по 3 ескадрильї) для льотчиків, які проявили саботаж, боягузтво і шкурництво. Проіснували з літа 1942 р. до кінця 1942 року. Термін перебування близько 1,5 місяця. Гриф «Секретно» з документів по штрафних ескадрильях та справах штрафників був знятий в 2004 р.

## Штат штрафних військових підрозділів
Особовий склад штрафбатів і штрафроти ділився на змінний і постійний склад. Змінний склад являв собою безпосередньо штрафників, які перебували в підрозділі тимчасово до відбуття строку покарання (до 3-х місяців), переведення у звичайну частину за виявлену особисту мужність, або через поранення. Постійним складом були командири підрозділів від взводу і вище, призначалися з числа кадрових офіцерів, політпрацівники, штабні працівники (зв'язківці, писарі та ін) і медичний персонал.
Особам із числа постійного складу служба в штрафному підрозділі компенсувалася низкою пільг — при нарахуванні пенсії один місяць служби зараховувався за шість місяців стажу, офіцери отримували підвищену грошове забезпечення (командир взводу отримував на 100 рублів більше, ніж його колега у звичайній частині) і посилене постачання з продовольчого атестату, рядовий і молодший начальницький склад отримував підвищену продовольче забезпечення.
Штат штрафного батальйону налічував 800 осіб, штрафної роти — 200. (Джерело?)

### Підстави для направлення до штрафних військових підрозділів
Підставою для направлення військовослужбовця в штрафний військовий підрозділ був наказ командування у зв'язку з порушенням військової дисципліни або вирок суду за вчинення військового або загальнокримінального злочину (за винятком злочину, за яким як міра покарання була передбачена смертна кара).
Як альтернативна міра покарання допускалося спрямування у штрафні роти цивільних осіб, засуджених судом і за вироком суду за вчинення нетяжких та середньої тяжкості загальнокримінальних злочинів. Особи, засуджені за тяжкі та державні злочини, відбували покарання в місцях позбавлення волі.
Існує думка про те, що в штрафні батальйони направлялися особи, які відбувають покарання за тяжкі кримінальні злочини, а також за державні злочини (т. зв. «політичні»). Дане твердження має під собою певні підстави, оскільки були випадки направлення до штрафні підрозділи «політичних» ув'язнених (зокрема, в 1942 році в 45-ту штрафну роту був направлений засуджений в 1941 році на 5 років таборів по 58-й статті КК Володимир Карпов, що став згодом  Героєм Радянського Союзу і відомим письменником). Водночас, відповідно до чинних на той час нормативно-правовими актів, що регулювали порядок направлення до штрафних частин, комплектування зазначених частин даною категорією осіб було не передбачено.
Як виняток, за особистим клопотанням наркома внутрішніх справ СРСР  Л. П. Берія, особи, з числа засуджених, які відбувають покарання у виправно-трудових таборах, колоніях-поселеннях, незалежно від складу злочину (за винятком осіб, засуджених за тяжкі злочини загальнокримінальної та особливо тяжкі державні), могли бути амністовані або умовно-достроково звільнені за зразкову поведінку і перевиконання плану, після чого призивалися до регулярної армії в регулярні частини на загальних підставах. Так само не могли бути спрямовані в штрафні батальйони «злодії в законі», що відбували покарання.

### Підстави звільнення з штрафних військових підрозділів
Підставами для звільнення осіб, які відбували покарання у штрафних військових підрозділах, були:
- Відбування терміну покарання (не більше 3-х місяців).
- Отримане військовослужбовцями, які відбувають покарання, середньої тяжкості або тяжкого поранення, які вимагають госпіталізації.
- Достроково рішенням військової ради армії за клопотанням командира штрафного військового підрозділу у вигляді заохочення щодо військовослужбовців, які виявили виняткову мужність і хоробрість.

## Українці у штрафних підрозділах СРСР
Олександр Довженко 16 грудня 1943 року занотував у своєму щоденнику:
Усіх мучить думка про нелюдські, небачені страждання народу. Розповідають, що в Україні починають уже готуватися до мобілізації шістнадцятилітніх, що в бої гонять погано навчених, що на них дивляться як на штрафників і нікому їх не шкода, нікому…
Інколи до штрафних підрозділів забирали чоловіче населення цілих сіл тільки за те, що вони жили якийсь час під окупантами:
Коли восени 1943-го знову явилися совєти, то незабаром із нашого села Булаївки загребли до війська практично всіх чоловіків призовного віку, — переповідає у спогадах для сайту „Українська правда“ слова старшої сестри своєї бабусі Валерій Семиволос. — Гребли всіх: і кволих, і хворих, і немічних. Із усього того призову з війни повернувся лише один чолов'яга, котрий і розповів, як полягли булаївці. Усіх їх як таких, що побували в окупації під німцями, дорівнявши до ворогів народу, відправили до штрафбату. Штрафбат той весь до цурки був почавлений у першому ж бою траками німецьких танків, що намагалися пробитися з Корсунь-Шевченківського котла. Озброїли штрафбатівців лише перед самим боєм, видавши одну гвинтівку на десятьох і дозволивши хильнути по чарчині, під дулами кулеметів загороджувальних загонів, сформованих переважно узбеками та іншими середньоазіатами, погнали на вірну загибель.
Історик Федір Пігідо-Правобережний писав в еміграції:
Із завершенням бойових дій на території України всі, хто побував на окупованій території або в полоні, мали пройти фільтрацію, тобто перевірку контррозвідувальними органами („Смерш“), — . — Одним із найперших запитань було таке: „Чому не покінчив життя самогубством, а здався в полон?“ Цілодобові допити, провокаційні запитання, свідчення товаришів по нещастю, написання звітів, складання розгорнутих характеристик тощо — усе було складовими перевірок. Тих, хто їх не пройшов, відправляли в концтабори, в спеціальні батальйони у північні райони на „будови комунізму“, а також до карних (штрафних) батальйонів.

## Штрафні військові підрозділи у Вермахті
- 36-та гренадерська дивізія СС «Дірлевангер»
- 999-й батальйон вермахту (Afrika-Brigade 999)
- Strafkompanie — штрафні команди в концентраційних таборах

Ще в 1936 р. були створені дисциплінарні частини — так звані «Спеціальні підрозділи» (Sonderabteilungen). Туди надсилалися солдати, які відбули термін позбавлення волі, а також ті, кому військовий обов'язок з тих чи інших причин міняли на «місце служби, що заміняє військову».
Після початку  Другої світової війни, в 1940 р., були створені «Польові особливі підрозділи», які повинні були розміщуватися в «зонах безпосередньої небезпеки». Крім сухопутних військ, аналогічні структури були сформовані в авіації і на флоті. У штрафні підрозділи вермахту переводили на необмежений термін.
У грудні 1940 року були утворені «виправні частини 500» (Bewaerungstruppe 500) — так звані «п'ятисоті батальйони» (500-й, 540-й, 550-й, 560-й, 561-й). Після нападу Німеччини на СРСР ці частини активно застосовувалися на Східному фронті. Усього за час війни через них пройшло близько 30 тисяч осіб.
Ще одним різновидом німецьких штрафних частин стали створені 1 жовтня 1942 р. так звані «формування солдатів другого класу» — 999-ті батальйони, призначені для « політичних».
Нарешті, існували польові штрафні підрозділи (Feldstrafgefangenabteilungen), які комплектувалися безпосередньо в зоні бойових дій з числа військовослужбовців, які вчинили злочини і проступки.

## У творах мистецтва
- Брудна дюжина (The Dirty Dozen) — художній фільм (США, 1967)
- Гу-га — художній фільм (СРСР, 1989)
- Штрафбат — телесеріал (Росія, 2004)

- Д / ф «Посмішка дракона»[11] (Росія, 2007)
- Д / ф «Сталінські соколи. Крилатий штрафбат» (Росія, 2009)
- Д / ф «Штрафбат» з циклу  Вівтар Перемоги
- Пісня Володимира Висоцького «Штрафні батальйони»
- Штрафники фігурують у фантастичному фільмі «Залюднений острів»